# Kunstig kraniedeformation
 Denne artikel bør gennemlæses af en person med fagkendskab for at sikre den faglige korrekthed.
 Der er for få eller ingen kildehenvisninger i denne artikel, hvilket er et problem. Du kan hjælpe ved at angive troværdige kilder til de påstande, som fremføres i artiklen.

Kunstig kraniedeformation er at ændre et barns naturlige hovedform, mens hovedet stadig vokser; særligt på den helt nyfødte, hvor kranieknogler stadig er bløde, for at lette fødslen.
I dag bruger man kun undtagelsesvis kunstig kraniedeformation, og kun hvis hovedet er skævt eller helt deform. Men fortiden da bløde puder ikke fandtes og nomaderne var nødt til at rejse rundt i dagevis med små nyfødte børn, så var det svært at undgå at barnets hoved tog form efter vuggen, eller det bræt, som moderen bar barnet rundt på. Babyer kan jo ikke holde hovedet selv, så det må holdes på plads, af et bånd eller en plade. 

### Commons
- Wikimedia Commons har flere filer relateret til Kunstig kraniedeformation